# Notophthiracarus tripartitus
Notophthiracarus tripartitus är en kvalsterart som beskrevs av Wojciech Niedbała 1989. Notophthiracarus tripartitus ingår i släktet Notophthiracarus och familjen Phthiracaridae. Inga underarter finns listade i Catalogue of Life.